# Končni bič
Končni bič ali terminálni fílum (iz latinskega izraza Filum terminale, dobesedno »končna nit«), tudi Appendix dorsalis, je neparna, členjena okončina na koncu zadka nekaterih žuželk. Za razliko od drugih okončin pri žuželkah ni ostanek prvotnih nog, temveč je modificiran izrastek zadnjega člena zadka. Po navadi je dolg in nitast, kot pri enodnevnicah, večina žuželk pa je brez njega. Poleg enodnevnic imajo končni bič še nekrilate žuželke in nekatere fosilne vrste. Izvor homologne strukture pri ličinkah nekaterih vrbnic, podobne končnemu biču, še ni pojasnjen.
Njegova vloga je čutilna in izločalna, pri odraslih živalih pa sodeluje tudi pri razmnoževanju. Poleg njega sta po navadi na zadnjem členu prisotna tudi dva cerka.